# Амбайтл
Амбайтл (англ. Ambitle) — крупнейший и самый южный остров в группе Фени в Тихом океане. Расположен к северу от острова Новая Ирландия в архипелаге Бисмарка, принадлежащем Папуа — Новой Гвинее. Административно входит в состав провинции Новая Ирландия региона Айлендс.

## География

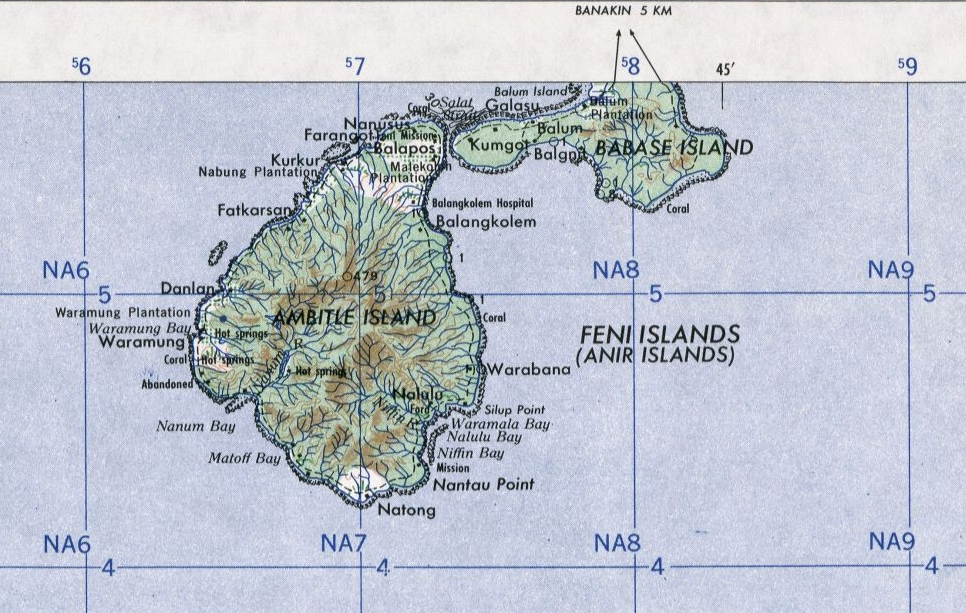
Топографическая карта острова Фени

Остров Амбайтл представляет собой крупный остров площадью в 87 км², отделённый от близлежащего острова Бабасе на северо-востоке узким проливом, ширина которого составляет около 100 м. Поверхность острова гориста, покрыта густой растительностью.
Амбайтл имеет вулканическое происхождение и представляет собой стратовулкан периода плиоцена-плейстоцена с центральной кальдерой шириной в 3 км, сформировавшейся поверх отложений морского известняка третичного периода, и многочисленными трахитовыми вулканическими куполами периода плейстоцена. В ходе последнего крупного извержения на острове примерно 2300 лет назад к востоку от куполов образовался маар. На западной стороне кальдеры, недалеко от центральных куполов, отмечена высокая вулканическая активность с кипящими источниками, грязевыми котлами и фумаролами. Гидротермальные процессы также отмечены на западном берегу Амбайтла в районе коралловых рифов.

## История
Острова Амбайтл и соседний Бабасе, входящие в группу Фени, были открыты в 1616 году голландскими путешественниками Якобом Лемером и Виллемом Схаутеном. В 1855 году Амбайтл стал частью германских колоний в Океании, а с 1899 года он был административно подчинён Германской Новой Гвинее. В 1914 году острова Фени были заняты австралийскими войсками. А после окончания Первой мировой войны они были переданы под управление Австралии. С 1975 года Амбайтл является частью независимого государства Папуа — Новая Гвинея.

## Экономика
В 2006 году в виду высокой вероятности существования на острове крупных месторождений золота на Амбайтле компаниями New Guinea Gold Corporation и Vangold Resources Ltd было осуществлено бурение опытных скважин и картирование местности.